# Veselka (restaurant)
Pour les articles homonymes, voir Veselka.
Veselka est un restaurant ukrainien de la ville de New York, dans l'État de New York, aux États-Unis. Il se situe dans le quartier de l'East Village, dans l'arrondissement de Manhattan. Il est ouvert 24 heures sur 24.

## Histoire
L'établissement est fondé en 1954 par Wolodymyr et Olha Darmochawal, réfugiés ukrainiens de la Seconde Guerre mondiale.

## Cuisine
Le restaurant offre une cuisine typiquement est-européenne. Elle comprend notamment le bortsch ukrainien à base de betteraves rouges, les pierogis, sorte de raviolis bouillis ou frits fourrés de viande, de fromage ou de légumes, des plats à base de chou dont les choux farcis, les boules de viande ukrainiennes, le goulash ou le bœuf Stroganov, la liste n'étant pas exhaustive.
Il offre également une cuisine plus traditionnelle de diner américain comme des sandwiches et des burgers.

## Localisation
Le restaurant se situe l'East Village, quartier du sud-est de l'arrondissement de Manhattan. Il se trouve précisément à l'angle de la Seconde avenue et de la 9e rue, à proximité du quartier de St. Mark's Place.